# Apathie

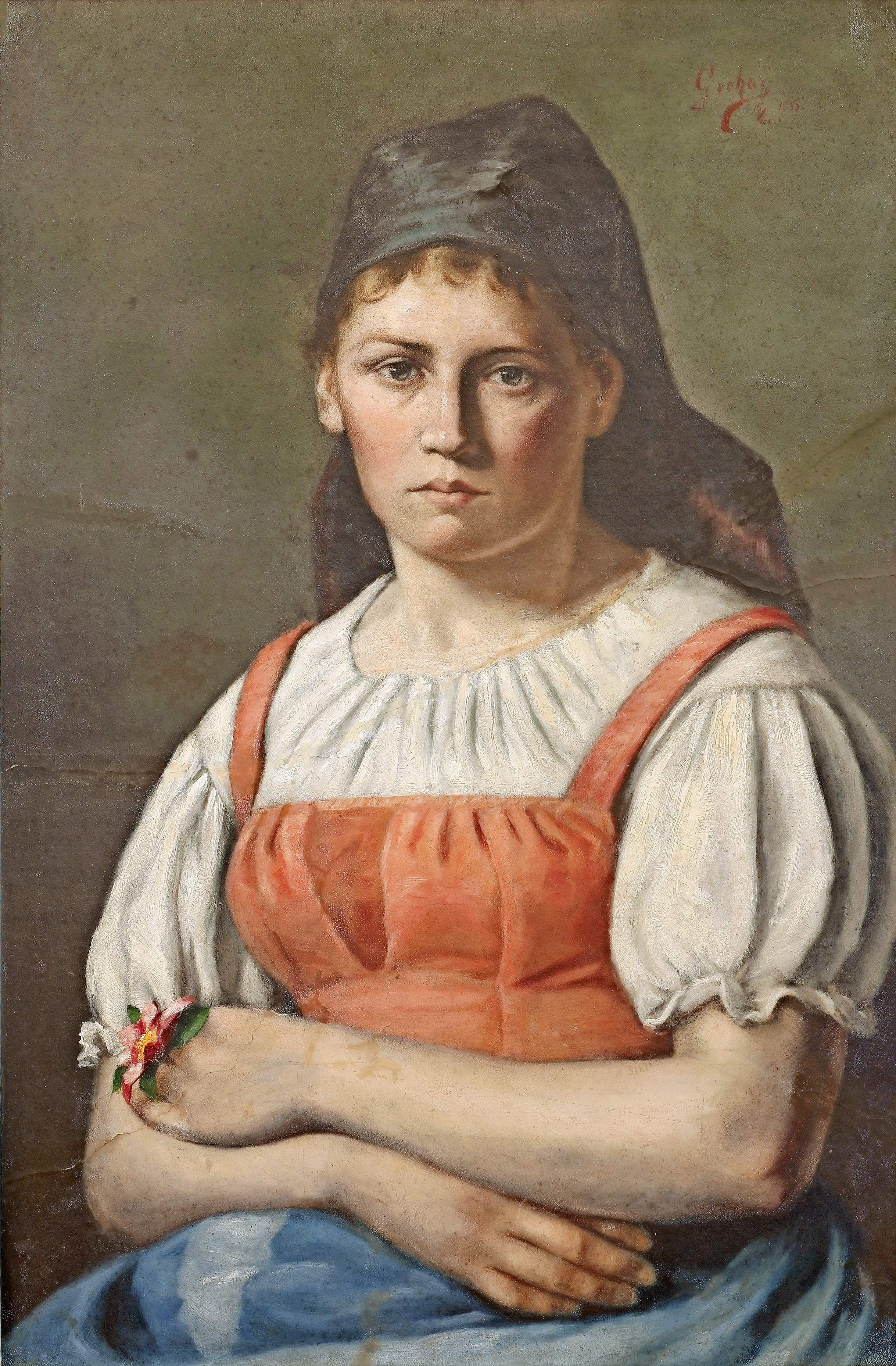
Portrait par Ivan Grohar.

L’apathie, synonyme d’impassibilité, est un état d'indifférence à l'émotion, la motivation ou la passion. Un individu apathique manque d'intérêt émotionnel, social, spirituel, philosophique, parfois accompagné de phénomènes physiques. L’individu apathique peut également se montrer insensible vis-à-vis d'autrui.

## Définition
Bien que le mot « apathie » soit dérivé du mot grec ancien qui signifie « impassibilité » (ἀπάθεια / apatheia), il est important de ne pas confondre ces deux termes.
Employé comme synonyme en psychologie, le mot « apathie » peut être rapproché de celui de « thymie ». Lequel concerne également le comportement extérieur d'un individu : ce terme a une relation plus ou moins étroite avec la notion d'affectivité et d'humeur. Plus précisément, l'apathie désigne une baisse de l'affectivité, l'absence de réaction aux stimulations d'ordre psychologique ou physique, s'accompagnant d'une inertie.

## Historique
L'apathie (du grec ἀπάθεια / apatheia, « impassibilité ») est une notion philosophique que l'on trouve à la fois chez le mégarique Stilpon, les anciens stoïciens dès Zénon de Kition, dans la doctrine du sceptique Pyrrhon d'Élis (vers 365-275 av. J.-C.) et dans celle du cynique Télès de Mégare, auteur d'un écrit Περὶ ἀπαθείας / Peri apatheías, « Sur l'apathéia ». 
Le terme ultime de l'éthique décrit par le philosophe grec Pyrrhon, outre l'aphasie et l'ataraxie, était l'apathie, une indifférence radicale vis-à-vis des choses et des êtres. L'apathie se définit alors comme l'abolition de l'existence humaine jusque dans ce qu'elle a de plus élémentaire, jusque dans ce qui préexiste à la parole et au raisonnement. Pyrrhon recherche par là ce qui est en deçà (ou au-delà) de la sensation, une sorte de vacuité originelle, et une parole qui exprime cet en deçà. C'est pourquoi la parole la plus adéquate est : « je ne sais rien ». L'originalité de cette vision de Pyrrhon est d'éviter toute stratégie dialectique pour remonter aux causes et de se concentrer sur l'indifférence des choses et des conduites humaines.

## Caractéristiques
L'apathie est un état émotionnel caractérisé par un manque d'intérêt à l'égard de situations ou de l'entourage. Les caractéristiques de l'apathie incluent un manque de motivation, de passion, une absence de joie ou d'intérêt pour les autres individus et d'activités sociales. De telles conditions sont purement psychologiques, ou peuvent survenir à la suite de lésions neurologiques. L'utilisation actuelle du terme « apathie » a débuté durant la Première Guerre mondiale. Les soldats revenus de guerre, ayant fait l'expérience de scènes terrifiantes, ont éprouvé peu d'intérêt de retour à leur vie citoyenne. De nombreuses formes de traumatismes, comme être témoin d'un crime atroce ou combattre en guerre, peuvent causer l'apathie. Les individus ayant fait de telles expériences considèrent que rien ne peut être pire que ce qu'ils ont vécu. Au sens plus large du terme, l'apathie est le symptôme de troubles psychologiques ou neuropsychiatriques et peuvent inclure la schizophrénie, le trouble bipolaire et l'hypothyroïdie. Les individus souffrant de dépression sont également exposés à l'apathie du fait qu'ils engagent peu d'intérêt dans leurs loisirs, mais le lien entre la dépression et l'apathie n'a pas été réellement approfondi.

## Aspects médicaux
Le journaliste et auteur John McManamy explique que, bien que les psychiatres restent perplexes quant à ses origines, l'apathie est un problème psychologique chez certains individus dépressifs, qui considèrent que « plus rien n'a d'importance », à la suite d'un « manque de volonté d'avancer dans la vie » et une incapacité à penser aux conséquences de leurs actes. Il explique également que les individus dépressifs « … ne semblent rien vouloir faire », qu'ils « n'arrivent pas à achever un but » et qu'ils sont « indifférents à l'idée de voir leurs proches. » Selon lui, le Manuel diagnostique et statistique des troubles mentaux n'argumente en rien sur l'apathie.
Dans un article du Journal of Neuropsychiatry and Clinical Neurosciences (en) de 1991, le psychiatre Robert Marin explique que l'apathie surviendrait à la suite de lésions cérébrales, de maladies neuropsychiatriques comme la maladie d'Alzheimer, la démence, la maladie de Parkinson ou de Huntington, ou d'autres événements comme un accident vasculaire cérébral. Marin explique également que l'apathie doit être considérée comme un symptôme ou une maladie.
L'apathie, et notamment l'apathie émotionnelle, est aussi un symptôme que l'on peut retrouver dans de nombreux troubles anxieux, notamment d'aspect traumatique. L'apathie émotionnelle est un des mécanismes de défense les plus importants pouvant être mis en place dans des situations extrêmes. Dans ce cas, il se traduit le plus souvent par une rupture de tous liens émotionnels, et une incapacité à ressentir ces émotions.